# بياتريس ألارد
بياتريس ألارد (بالإنجليزية: Beatrice Allard)‏ هي لاعب كرة قاعدة أمريكية، ولدت في 10 يوليو 1930 في مسكيغون في الولايات المتحدة.